# Griffó d'Apt
Griffó fou un príncep de Provença, comte d'Apt. A la mort d'Hug d'Arle, el rei Conrad I d'Arle, va repartir el comtat d'Arle en tres parts que va donar a:
- Bosó II d'Arle, fill de Rotbald l'Antic, comte d'Arle 947-967
- Guillem d'Avinyó, germà de l'anterior, comte d'Avinyó 947-? (mort sense hereus abans del 967)
- Griffó, comte d'Apt

Griffó va morir abans del 955, ja que apareix esmentat en carta del 19 de febrer del 955 en la que el seu fill Griffó (II) feia una donació a l'abadia de Monmajor per la salvació de les ànimes del seu pare Griffó i mare Teviarda, i la seva germana Ermengarda ("genitoris mei Crifonis et genetricis meæ Theviarda et matris nepotis mei episcopi…Ermengarda").
Per això se sap que va tenir almenys dos fills, Griffó II, i Ermengarda i que aquesta fou mare de Rostany, bisbe d'Apt. Griffó II fou eliminat en circumstàncies desconegudes per Bosó d'Arle i Guillem d'Avinyó entre el 955 i el 967, però hauria rebut extenses possessions el 972 després d'ajudar a Guillem I de Provença.
Teusinda d'Arle és considerada filla de Griffó d'Apt.